# Rhêmes
Rhêmes è stato un comune italiano della Valle d'Aosta istituito nel 1928 unendo i comuni di Rhêmes-Notre-Dame, Rhêmes-Saint-Georges e con parte del soppresso comune di Introd. Il nome venne italianizzato nel 1939 in Val di Rema. Venne soppresso nel 1946 per la ricostituzione dei tre comuni.